# Som Connexió
Som Connexió es una cooperativa de telecomunicaciones sin ánimo de lucro, nacida en el año 2014 en Cataluña, que tiene por objetivo avanzar hacia una soberanía de infraestructuras y servicios de telecomunicaciones, basándose en principios éticos, sociales y colaborativos. La cooperativa es la suma de dos colectivos independientes: Eticom, creada en el laboratorio-incubadora de proyectos Gats del Prat, y Som Connexió, una plataforma originaria de Rubí. Fue fundada a partir de unos 300 socios, que incluían miembros de la cooperativa de energía verde Som Energia, con el ánimo de replicar el modelo de esta cooperativa en el campo de las telecomunicaciones, y postularse como una alternativa a las grandes operadoras.

## Servicios de la Cooperativa
Desde el año 2015 ofrece servicios de  telefonía móvil (a través del arrendamiento de la red de Orange España), telefonía fija e internet en toda España convirtiéndose así en la primera cooperativa española en ofrecer telefonía móvil. Actualmente, su sede se encuentra en El Prat de Llobregat, y a finales de 2018, la cooperativa tenía 15 trabajadores, 4.606 socios, 306 entidades socias o 14 voluntarios, alcanzando una facturación anual de 1.129.852 €.

## Funcionamiento interno
Los socios de Som Conexió hacen una aportación inicial de capital social de 100 € y tienen derecho a decidir en las asambleas que la cooperativa celebra periódicamente. La cooperativa participa habitualmente en iniciativas en favor de la soberanía tecnológica como el Mobile Social Congress, el TecnoFESC o ereuse.org. En 2018 Som Connexió fue galardonada con uno de los premios Reconeixements Coopcat, otorgados por la Confederación de Cooperativas de Cataluña.